# Remo Berselli
Remo Berselli (San Pietro in Casale, 19 gennaio 1925 – Milano, 20 giugno 2004) è stato un grafico, illustratore e fumettista italiano, creatore grafico del titolo della testata Diabolik.

## Biografia
Trasferitosi giovanissimo con la famiglia dal paese natio (in provincia di Bologna) a Milano, si diploma alla Scuola Superiore d'Arte. Subito dopo la Seconda guerra mondiale si associa ad Angela Giussani, futura creatrice di Diabolik, e costituisce con lei uno studio di grafica pubblicitaria la cui denominazione, "Studio Giuber", deriva dall'unione dei rispettivi cognomi, Giussani e Berselli.
Un altro campo a cui Berselli si dedica è l'illustrazione di libri, prevalentemente per ragazzi o scolastici. La diffusa enciclopedia Conoscere, ad esempio, ospita numerosissime sue tavole a colori.
Berselli crea il suo lavoro più noto nel 1962, quando Angela Giussani giunge a maturare il progetto di un fumetto tascabile, e sottopone a lui la realizzazione della grafica della testata. Berselli lavora con i più moderni criteri pubblicitari, realizzando quello che diviene il logo del personaggio Diabolik; composto da lettere irregolari, rosso sangue e molto efficaci, da allora non è stato mai mutato.
Sarà l'editore Paolo Ferriani, nel volume del 1992 dedicato a Diabolik de i Quaderni del Fumetto Italiano, a rivelare per la prima volta questa notizia.
Berselli continua la collaborazione con Diabolik disegnando alcuni albi scritti da Angela e Luciana Giussani, come il n° 120, Notte di violenza, uscito il 1º settembre 1968 come 18° numero dell'anno (allora Diabolik era quindicinale), realizzato assieme a Flavio Bozzoli. Sulla testata diviene particolarmente attivo per l'anno 1978, che vede uscire in edicola il n° 353, Ho scelto di uccidere (16 gennaio, 2° numero dell'anno), da lui disegnato assieme a Stefano De Luca e Glauco Coretti, e, da lui disegnati integralmente, il n° 361, Grilletto facile (22 maggio, 11° numero dell'anno), e il n° 366, Agguato al rifugio (31 luglio, 16° numero dell'anno).
Berselli disegna inoltre alcuni tascabili della Edifumetto, tra cui l'erotico Lardoso, e lavora al periodico Cronaca vera.
Muore a Milano nel 2004 per arresto cardiaco. Viene sepolto nel cimitero di Bruzzano.